# Carl Bobach
Carl Bobach (* 13. April 1898 in Waldenburg, Sachsen; † 8. Mai 1965 in Dresden) war ein deutscher KPD- und SED-Funktionär und Journalist.

## Leben
Bobach, Sohn eines Töpfers, arbeitete nach dem Besuch der Volksschule und Handelsschule als Verkäufer. 1912 trat er der SAJ bei, wurde aber während des Ersten Weltkrieges aufgrund seiner antimilitaristischen Haltung ausgeschlossen. Bobach schloss sich dem Spartakusbund, später der USPD und dann der KPD an. Im Ersten Weltkrieg leistete er Wehrdienst und war als Agitator aktiv. 
Ab 1924 war er Redaktionssekretär später Redakteur der Chemnitzer KPD-Zeitung Der Kämpfer. 1929 wurde er wegen der „Veröffentlichung staatsfeindlicher Artikel“ zu einem Jahr Festungshaft verurteilt und inhaftiert. Von 1932 bis 1933 war Bobach Mitarbeiter der KPD-Wochenzeitschrift Illustriertes Volksecho, ab 1933 war er Mitarbeiter im Kommunistischen Pressedienst. 
Nach der „Machtergreifung“ der Nationalsozialisten 1933 schloss sich Bobach dem kommunistischen Widerstand an. Im November 1933 festgenommen, wurde er im Juli 1934 vom Oberlandesgericht Dresden zu drei Jahren Zuchthaus verurteilt. Bobach blieb bis April 1939 im Zuchthaus Waldheim und in den Konzentrationslagern Sachsenburg und Buchenwald inhaftiert. 1944 wurde er zum Strafbataillon 999 eingezogen und geriet im September 1944 in amerikanische Kriegsgefangenschaft. 
Nach seiner Entlassung aus der Kriegsgefangenschaft trat er 1946 in die SED ein und war anschließend in verschiedenen Parteifunktionen tätig. 1952 wurde er zum stellvertretenden Leiter des Amtes für Information bei der sächsischen Landesregierung berufen. Von Januar 1953 bis 1961 war er Chefredakteur der Sächsischen Zeitung in Dresden (Nachfolger von Otto Trillitzsch). Von 1958 bis 1960 war Bobach Mitglied der SED-Bezirksleitung Dresden.
Bobach verstarb im Alter von 67 Jahren. Die Trauerfeier fand am 12. Mai 1965 im Krematorium Dresden-Tolkewitz statt.

## Auszeichnungen und Ehrungen
- Vaterländischer Verdienstorden in Silber (1956)
- Franz-Mehring-Ehrennadel (1956)
- Banner der Arbeit (1958)
- Medaille für Kämpfer gegen den Faschismus 1933 bis 1945
- In Chemnitz-Helbersdorf ist eine Straße nach ihm benannt, darüber hinaus trug auch eine Polytechnische Oberschule im Wohngebiet Fritz Heckert seinen Namen.
- In Dresden-Hellerau war eine weitere Polytechnische Oberschule nach ihm benannt (84. POS Dresden).